# کمدنتون (میزوری)
کمدنتون (به انگلیسی: Camdenton) یک شهر در ایالات متحده آمریکا است که در شهرستان کمدن، میزوری واقع شده‌است. کمدنتون ۱۴٫۱۹ کیلومتر مربع مساحت و ۳٬۷۱۸ نفر جمعیت دارد و ۳۱۸ متر بالاتر از سطح دریا واقع شده‌است.